# Windows Me
Microsoft Windows Millennium (или Windows Me) е смесена 16-битова/32-битова графична операционна система на Microsoft издадена на 14 септември 2000 г. Тя е наследник на Microsoft Windows 98 и е част от поредицата версии на Windows (98 SE, 98, 95 и по-старите), изградени върху основата на MS-DOS.
В сравнение с другите версии на Windows, Windows Me има кратък жизнен период – около година, след което е заменена от NT-базираната Windows XP, която излиза на 25 октомври 2001 г. Microsoft прекратява поддръжката на Windows Millennium Edition на 11 юли 2006 г.